# جوائز الفيفا للأفضل كرويا
جوائز الفيفا للأفضل كرويا (بالإنجليزية: FIFA The Best)‏ هي جوائز سنوية يُقدّمها الاتحاد الدولي لكرة القدم (فيفا) لأفضل اللاعبين والمدربين في كرة القدم للعام المُنقضي، أعلن عن الجائزة في عام 2016 بعد انفصال مجلة فرانس فوتبول عن الفيفا وانفرادها بجائزة الكرة الذهبية التي أقيمت بالتشارك بينهما بين عامي 2010 و2015، أقيم الحفل الأول للجائزة يوم 9 يناير 2017 في مدينة زيورخ السويسرية.
 وهذه الجائزة استئناف لجائزة أفضل لاعب كرة قدم في العالم التي انفرد الاتحاد بتقديمها بين عامي 1991–2009.
شهدت الجائزة مشاركة الجماهير لأول مرة في اختيار الفائزين، حيث مثّل تصويتهم نسبة 25% من الأصوات، و50% بالتقسيم بين مدربي وقادة جميع المنتخبات الدولية، بينما تبقى نسبة 25% لممثلي وسائل الإعلام في مختلف أنحاء العالم.

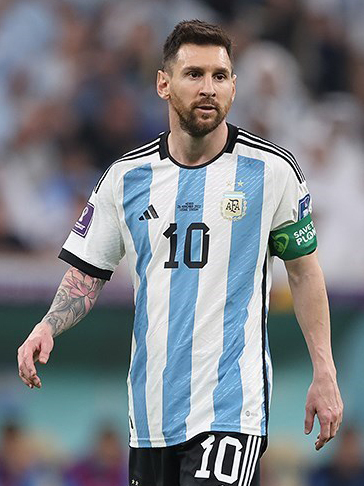

يعتبر اللاعب الأرجنتيني ليونيل ميسي اكثر من تُوجَ بالجائزة تاريخياً برصيد 3 مرات و اكثر من ترشح للجائزة.

## لمحة تاريخية
انشئت هذه الجائزة من طرف الاتحاد الدولي لكرة القدم بتاريخ 4 نوفمبر 2016، وذلك على خلفية الطريق المسدود الذي وقف أمام تجديد العقد بين الفيفا ومجلة فرانس فوتبول الشريكين الأساسيين في كرة الفيفا الذهبية التي مُنِحت لأفضل لاعب في العالم بين سنوات 2010 و‌2015، وبذلك عادت حقوق ملكية الكرة الذهبية إلى مجلة فرانس فوتبول التي عادت إلى منحها منفردة لأفضل لاعب في العالم. فقررت الفيفا تحديث جائزتها السابقة تحت مسمى جائزة الفيفا لأفضل لاعب في العالم (بين 1991 و2009) إلى المسمى الجديد الأفضل لتكون أول جائزة من النسخة الجديدة بتاريخ 9 يناير 2017.

## الفئات
- أفضل لاعب
- أفضل لاعبة
- أفضل مدرب للرجال
- أفضل مدرب للسيدات
- جائزة بوشكاش
- جائزة اللعب النظيف
- جائزة المشجعين
- الفريق المثالي (فيفبرو)

## آلية الإختيار
في البداية تقوم لجنة كرة القدم في الاتحاد الدولي باختيار لائحة مكونة من 23 لاعب تنحصر المنافسة بينهم على جائزة أفضل لاعب في العام للعام الحالي والتي يتم الكشف عنها بداية ديسمبر،
. سينحصر التصويت لاختيار الفائز بين 4 جهات:
- مدربوا كرة القدم في جميع منتخبات العالم (25%).
- قادة جميع منتخبات العالم (25%).
- صحفي متخصص عن كل دولة لديها منتخب يشارك في استحقاقات الفيفا (25%).
- جماهير كرة القدم حول العالم (25%).

وهذه أول مرة يُشارك الجمهور في اختيار الأفضل في العالم.
- يتمّ التصويت في هذه الجائزة بناءً على إنجازات كل لاعب مع فريقه ومنتخب بلاده خلال الفترة ما بين 22 نوفمبر من العام المنقضي، وحتى 22 نوفمبر من العام الحالي، ويراعى أيضاً أداء اللاعب داخل وخارج الملعب.
- الجماهير الذين يحق لهم التصويت في الجائزة هم المسجلون في موقع الفيفا الرسمي فقط (Fifa.com).
- كل المشاركين في التصويت يطلب منهم اختيار أفضل 3 لاعبين في العالم بالترتيب، وسيحصل الأفضل في الرقم 1 على 5 نقاط، فيما يحصل صاحب المركز الثاني على 3 نقاط، والثالث عن نقطة واحدة.
- الفائز هو من سيحصل على أعلى معدل الحسابي للنقاط التي تحصل عليها والتي تتعلق بالنسبة المتساوية لكل جهة تشارك في تصويت الجائزة (25%)، ما يعني أن مجموع النقاط الذي يتحصل عليه اللاعب من جهة واحدة سيضرب بالرقم 0.25، ثم يتمّ جمع قيم الجهات الأربع لتحديد عدد النقاط النهائي للاعب،

وفي حال التعادل بين لاعبين بمعدل عدد النقاط النهائي، يتم احتساب عدد مرات اختيار كل لاعب في المركز الأول من قبل المصوتين، وإذا استمر التعادل يتم النظر لعدد مرات اختيار كل لاعب في المركز الثاني، وفي حال استمرّ التعادل تمنح الجائزة لكلا اللاعبين.

## جوائز الرجال

### أفضل لاعب
| العام | الترتيب | اللاعب            | النادي                     | النسبة النقاط |
| ----- | ------- | ----------------- | -------------------------- | ------------- |
| 2016  | الأول   | كريستيانو رونالدو | ريال مدريد                 | 34.54%        |
| 2016  | الثاني  | ليونيل ميسي       | برشلونة                    | 26.42%        |
| 2016  | الثالث  | أنطوان غريزمان    | أتليتكو مدريد              | 7.53%         |
|       |         |                   |                            |               |
| 2017  | الأول   | كريستيانو رونالدو | ريال مدريد                 | 43.16%        |
| 2017  | الثاني  | ليونيل ميسي       | برشلونة                    | 19.25%        |
| 2017  | الثالث  | نيمار             | برشلونة · باريس سان جيرمان | 6.97%         |
|       |         |                   |                            |               |
| 2018  | الأول   | لوكا مودريتش      | ريال مدريد                 | 29.05%        |
| 2018  | الثاني  | كريستيانو رونالدو | ريال مدريد · يوفنتوس       | 19.08%        |
| 2018  | الثالث  | محمد صلاح         | ليفربول                    | 11.23%        |
|       |         |                   |                            |               |
| 2019  | الأول   | ليونيل ميسي       | برشلونة                    | 46            |
| 2019  | الثاني  | فيرجيل فان ديك    | ليفربول                    | 38            |
| 2019  | الثالث  | كريستيانو رونالدو | يوفنتوس                    | 36            |
|       |         |                   |                            |               |
| 2020  | الأول   | روبرت ليفاندوفسكي | بايرن ميونخ                | 52            |
| 2020  | الثاني  | كريستيانو رونالدو | يوفنتوس                    | 38            |
| 2020  | الثالث  | ليونيل ميسي       | برشلونة                    | 35            |
|       |         |                   |                            |               |
| 2021  | الأول   | روبرت ليفاندوفسكي | بايرن ميونخ                | 48            |
| 2021  | الثاني  | ليونيل ميسي       | برشلونة · باريس سان جيرمان | 44            |
| 2021  | الثالث  | محمد صلاح         | ليفربول                    | 39            |
|       |         |                   |                            |               |
| 2022  | الأول   | ليونيل ميسي       | باريس سان جيرمان           | 52            |
| 2022  | الثاني  | كيليان مبابي      | باريس سان جيرمان           | 44            |
| 2022  | الثالث  | كريم بنزيما       | ريال مدريد                 | 34            |
|       |         |                   |                            |               |
| 2023  | الأول   | ليونيل ميسي       | إنتر ميامي                 | 48            |
| 2023  | الثاني  | إيرلينغ هالاند    | مانشستر سيتي               | 48            |
| 2023  | الثالث  | كيليان مبابي      | باريس سان جيرمان           | 35            |
|       |         |                   |                            |               |
| 2024  | الأول   | فينيسيوس جونيور   | ريال مدريد                 | 48            |
| 2024  | الثاني  | رودري             | مانشستر سيتي               | 43            |
| 2024  | الثالث  | جود بيلينغهام     | ريال مدريد                 | 37            |

### أفضل حارس
| العام | الترتيب | اللاعب                | النادي                   |         |
| ----- | ------- | --------------------- | ------------------------ | ------- |
| 2016  | لم تُمنح | لم تُمنح               | لم تُمنح                  | لم تُمنح |
|       |         |                       |                          |         |
| 2017  | الأول   | جانلويجي بوفون        | يوفنتوس                  |         |
| 2017  | الثاني  | مانويل نوير           | بايرن ميونخ              |         |
| 2017  | الثالث  | كيلور نافاس           | ريال مدريد               |         |
|       |         |                       |                          |         |
| 2018  | الأول   | تيبو كورتوا           | تشيلسي · ريال مدريد      |         |
| 2018  | الثاني  | هوغو لوريس            | توتنهام هوتسبير          |         |
| 2018  | الثالث  | كاسبر شمايكل          | ليستر سيتي               |         |
|       |         |                       |                          |         |
| 2019  | الأول   | أليسون بيكر           | ليفربول                  |         |
| 2019  | الثاني  | مارك أندريه تير شتيغن | برشلونة                  |         |
| 2019  | الثالث  | إيدرسون               | مانشستر سيتي             |         |
|       |         |                       |                          |         |
| 2020  | الأول   | مانويل نوير           | بايرن ميونخ              |         |
| 2020  | الثاني  | أليسون                | ليفربول                  |         |
| 2020  | الثالث  | يان أوبلاك            | أتلتيكو مدريد            |         |
|       |         |                       |                          |         |
| 2021  | الأول   | إدوارد ميندي          | تشيلسي                   |         |
| 2021  | الثاني  | جانلويجي دوناروما     | ميلان · باريس سان جيرمان |         |
| 2021  | الثالث  | مانويل نوير           | بايرن ميونخ              |         |
|       |         |                       |                          |         |
| 2022  | الأول   | إيميليانو مارتينيز    | أستون فيلا               |         |
| 2022  | الثاني  | تيبو كورتوا           | ريال مدريد               |         |
| 2022  | الثالث  | ياسين بونو            | إشبيلية                  |         |

### أفضل مدرب
| العام | الترتيب | اللاعب             | النادي          |  |
| ----- | ------- | ------------------ | --------------- |  |
| 2016  | الأول   | كلاوديو رانييري    | ليستر سيتي      |  |
| 2016  | الثاني  | زين الدين زيدان    | ريال مدريد      |  |
| 2016  | الثالث  | فرناندو سانتوس     | البرتغال        |  |
|       |         |                    |                 |  |
| 2017  | الأول   | زين الدين زيدان    | ريال مدريد      |  |
| 2017  | الثاني  | أنطونيو كونتي      | تشيلسي          |  |
| 2017  | الثالث  | ماسيميليانو أليغري | يوفنتوس         |  |
|       |         |                    |                 |  |
| 2018  | الأول   | ديدييه ديشان       | فرنسا           |  |
| 2018  | الثاني  | زين الدين زيدان    | ريال مدريد      |  |
| 2018  | الثالث  | زلاتكو داليتش      | كرواتيا         |  |
|       |         |                    |                 |  |
| 2019  | الأول   | يورغن كلوب         | ليفربول         |  |
| 2019  | الثاني  | بيب غوارديولا      | مانشستر سيتي    |  |
| 2019  | الثالث  | ماوريسيو بوتشيتينو | توتنهام هوتسبير |  |
|       |         |                    |                 |  |
| 2020  | الأول   | يورغن كلوب         | ليفربول         |  |
| 2020  | الثاني  | هانسي فليك         | بايرن ميونخ     |  |
| 2020  | الثالث  | مارسيلو بيلسا      | ليدز يونايتد    |  |
|       |         |                    |                 |  |
| 2021  | الأول   | توماس توخل         | تشيلسي          |  |
| 2021  | الثاني  | روبرتو مانشيني     | إيطاليا         |  |
| 2021  | الثالث  | بيب غوارديولا      | مانشستر سيتي    |  |
|       |         |                    |                 |  |
| 2022  | الأول   | ليونيل سكالوني     | الأرجنتين       |  |
| 2022  | الثاني  | كارلو أنشيلوتي     | ريال مدريد      |  |
| 2022  | الثالث  | بيب غوارديولا      | مانشستر سيتي    |  |

### الفريق المثالي (فيفبرو)
يعتبر اللاعب ليونيل ميسي اكثر لاعب دخولاً لتشكيلة الفريق المثالي و الاكثر استمرارية على مدار 7 سنوات
| العام | الحارس                                     | الدفاع | الوسط                                                                                         | الهجوم | م.     |
| ----- | ------------------------------------------ | --- | --------------------------------------------------------------------------------------------- | --- | ------ |
| 2016  | مانويل نوير (بايرن ميونخ)                  | مارسيلو (ريال مدريد) سيرخيو راموس (ريال مدريد) جيرارد بيكيه (برشلونة) داني ألفيس (برشلونة/يوفنتوس)                    | أندريس إنييستا (برشلونة) لوكا مودريتش (ريال مدريد) توني كروس (ريال مدريد)                     | كريستيانو رونالدو (ريال مدريد) لويس سواريز (برشلونة) ليونيل ميسي (برشلونة)                                                                          | [ 8 ]  |
|       |                                            | |                                                                                               | |        |
| 2017  | بوفون (يوفنتوس)                            | مارسيلو (ريال مدريد) سيرخيو راموس (ريال مدريد) ليوناردو بونوتشي (يوفنتوس/ميلان) داني ألفيس (يوفنتوس/باريس سان جيرمان) | أندريس إنييستا (برشلونة) لوكا مودريتش (ريال مدريد) توني كروس (ريال مدريد)                     | كريستيانو رونالدو (ريال مدريد) نيمار (برشلونة/باريس سان جيرمان) ليونيل ميسي (برشلونة)                                                               | [ 9 ]  |
|       |                                            | |                                                                                               | |        |
| 2018  | دافيد دي خيا (مانشستر يونايتد)             | مارسيلو (ريال مدريد) سيرخيو راموس (ريال مدريد) رافاييل فاران (ريال مدريد) داني ألفيس (باريس سان جيرمان)               | نغولو كانتي (تشيلسي) لوكا مودريتش (ريال مدريد) إدين هازارد (تشيلسي)                           | كيليان مبابي (باريس سان جيرمان) ليونيل ميسي (برشلونة) كريستيانو رونالدو (ريال مدريد/يوفنتوس)                                                        | [ 10 ] |
|       |                                            | |                                                                                               | |        |
| 2019  | أليسون بيكر (ليفربول)                      | مارسيلو (ريال مدريد) سيرخيو راموس (ريال مدريد) فيرجيل فان ديك (ليفربول) ماتيس دي ليخت (أياكس/يوفنتوس)                 | إدين هازارد (تشيلسي/ريال مدريد) فرينكي دي يونغ (أياكس/برشلونة) لوكا مودريتش (ريال مدريد)      | كريستيانو رونالدو (يوفنتوس) كيليان مبابي (باريس سان جيرمان) ليونيل ميسي (برشلونة)                                                                   | [ 11 ] |
|       |                                            | |                                                                                               | |        |
| 2020  | أليسون بيكر (ليفربول)                      | ترنت ألكساندر-أرنولد (ليفربول) سيرخيو راموس (ريال مدريد) فيرجيل فان ديك (ليفربول) ألفونسو ديفيس (بايرن ميونخ)         | يوزوا كيميش (بايرن ميونخ) كيفين دي بروين (مانشستر سيتي) تياغو ألكانتارا (بايرن ميونخ/ليفربول) | كريستيانو رونالدو (يوفنتوس) روبرت ليفاندوفسكي (بايرن ميونخ) ليونيل ميسي (برشلونة)                                                                   | [ 12 ] |
|       |                                            | |                                                                                               | |        |
| 2021  | جانلويجي دوناروما (ميلان/باريس سان جيرمان) | دافيد ألابا (بايرن ميونخ/ريال مدريد) ليوناردو بونوتشي (يوفنتوس) روبن دياز (مانشستر سيتي)                              | كيفين دي بروين (مانشستر سيتي) جورجينيو (تشيلسي) نغولو كانتي (تشيلسي)                          | روبرت ليفاندوفسكي (بايرن ميونخ) ليونيل ميسي (برشلونة/باريس سان جيرمان) كريستيانو رونالدو (يوفنتوس/مانشستر يونايتد) آرلينغ هالاند (بوروسيا دورتموند) |        |
|       |                                            | |                                                                                               | |        |
| 2022  | تيبو كورتوا (ريال مدريد)                   | أشرف حكيمي (باريس سان جيرمان) فيرجيل فان دايك (ليفربول) جواو كانسيلو (مانشستر سيتي/بايرن ميونخ)                       | لوكا مودريتش (ريال مدريد) كيفين دي بروين (مانشستر سيتي) كاسيميرو (ريال مدريد/مانشستر يونايتد) | ليونيل ميسي (باريس سان جيرمان) كريم بنزيما (ريال مدريد) آرلينغ هالاند (بوروسيا دورتموند/مانشستر سيتي) كيليان مبابي (باريس سان جيرمان)               |        |

## جوائز السيدات

### أفضل لاعبة
| #    | المركز | اللاعبة          | الفريق                |  |
| ---- | ------ | ---------------- | --------------------- |  |
| 2016 | الأول  | كارلي لويد       | هوستن داش             |  |
| 2016 | الثاني | مارتا            | روزنغارد              |  |
| 2016 | الثالث | ميلاني بيرنغير   | بايرن ميونخ           |  |
|      |        |                  |                       |  |
| 2017 | الأول  | ليكه مارتينس     | برشلونة               |  |
| 2017 | الثاني | كارلي لويد       | مانشستر سيتي          |  |
| 2017 | الثالث | دينا كاستيانوس   | سانتا كلاريتا بلو هيت |  |
|      |        |                  |                       |  |
| 2018 | الأول  | مارتا            | أورلاندو برايد        |  |
| 2018 | الثاني | دزينيفر ماروزسان | ليون                  |  |
| 2018 | الثالث | آدا هيغربرغ      | ليون                  |  |
|      |        |                  |                       |  |
| 2019 | الأول  | ميغان رابينو     | سياتل رين             |  |
| 2019 | الثاني | أليكس مورغان     | أورلاندو برايد        |  |
| 2019 | الثالث | لوسي برونز       | ليون                  |  |
|      |        |                  |                       |  |
| 2020 | الأول  | لوسي برونز       | ليون · مانشستر سيتي   |  |
| 2020 | الثاني | بيرنيل هاردا     | تشيلسي                |  |
| 2020 | الثالث | ويندي رينار      | ليون                  |  |
|      |        |                  |                       |  |
| 2021 | الأول  | أليكسيا بوتياس   | برشلونة               |  |
| 2021 | الثاني | سامانثا كر       | تشيلسي                |  |
| 2021 | الثالث | جينيفر هيرموسو   | برشلونة               |  |

### أفضل حارسة
| العام | الترتيب | اللاعب            | الفريق                       |         |
| ----- | ------- | ----------------- | ---------------------------- | ------- |
| 2016  | لم تُمنح | لم تُمنح           | لم تُمنح                      | لم تُمنح |
| 2017  | لم تُمنح | لم تُمنح           | لم تُمنح                      | لم تُمنح |
| 2018  | لم تُمنح | لم تُمنح           | لم تُمنح                      | لم تُمنح |
|       |         |                   |                              |         |
| 2019  | الأول   | ساري فان فينيندال | أرسنال أتلتيكو مدريد         |         |
| 2019  | الثاني  | كريستياني إندلر   | باريس سان جيرمان             |         |
| 2019  | الثالث  | هيدفيج ليندال     | تشيلسي فولفسبورغ             |         |
|       |         |                   |                              |         |
| 2020  | الأول   | سارة بوهدي        | أولمبيك ليون                 |         |
| 2020  | الثاني  | كريستياني إندلر   | باريس سان جيرمان             |         |
| 2020  | الثالث  | أليسا ناهر        | شيكاغو رد ستارز              |         |
|       |         |                   |                              |         |
| 2021  | الأول   | كريستيان إندلر    | باريس سان جيرمان · ليون      |         |
| 2021  | الثاني  | آن كاترين بيرغر   | تشيلسي                       |         |
| 2021  | الثالث  | ستيفاني لابي      | روسينجورد · باريس سان جيرمان |         |

### أفضل مدرب / مدربة للسيدات
| العام | #      | المدرب / المدربة | الفريق           |  |
| ----- | ------ | ---------------- | ---------------- |  |
| 2016  | الأول  | سيلفيا نايد      | ألمانيا          |  |
| 2016  | الثاني | جيل إليس         | الولايات المتحدة |  |
| 2016  | الثالث | بيا سونذيج       | السويد           |  |
|       |        |                  |                  |  |
| 2017  | الأول  | سارينا ويجمان    | هولندا           |  |
| 2017  | الثاني | نيلس نيلسن       | الدنمارك         |  |
| 2017  | الثالث | جيرارد بريشور    | ليون             |  |
|       |        |                  |                  |  |
| 2018  | الأول  | رينالد بيدروس    | ليون             |  |
| 2018  | الثاني | سارينا ويجمان    | هولندا           |  |
| 2018  | الثالث | أساكو تاكاكورا   | اليابان          |  |
|       |        |                  |                  |  |
| 2019  | الأول  | جيل إليس         | الولايات المتحدة |  |
| 2019  | الثاني | سارينا ويجمان    | هولندا           |  |
| 2019  | الثالث | فيل نيفيل        | إنجلترا          |  |
|       |        |                  |                  |  |
| 2020  | الأول  | سارينا ويجمان    | هولندا           |  |
| 2020  | الثاني | جان لوك فاسور    | ليون             |  |
| 2020  | الثالث | إيما هايز        | تشيلسي           |  |
|       |        |                  |                  |  |
| 2021  | الأول  | إيما هايز        | تشيلسي           |  |
| 2021  | الثاني | لويس كورتيس      | برشلونة          |  |
| 2021  | الثالث | سارينا ويجمان    | هولندا           |  |

### الفريق المثالي (فيفبرو)
| الموسم | الحارس                                  | الدفاع                                                                                            | الوسط                                                                                     | الهجوم |
| ------ | --------------------------------------- | ------------------------------------------------------------------------------------------------- | ----------------------------------------------------------------------------------------- | --- |
| 2016   | لم تُمنح                                 | لم تُمنح                                                                                           | لم تُمنح                                                                                   | لم تُمنح |
| 2017   | لم تُمنح                                 | لم تُمنح                                                                                           | لم تُمنح                                                                                   | لم تُمنح |
| 2018   | لم تُمنح                                 | لم تُمنح                                                                                           | لم تُمنح                                                                                   | لم تُمنح |
|        |                                         |                                                                                                   |                                                                                           | |
| 2019   | ساري فان فينندال (أرسنال/أتلتيكو مدريد) | ويندي رينار (ليون) لوسي برونز (ليون) كيلي أوهارا (يوتا رويالز) نيللا فيتشر (فولفسبورغ/لينكوبينجز) | أماندين هنري (ليون) روز لافيل (واشنطن سبيريت) جولي إرتز (شيكاغو رد ستارز)                 | أليكس مورغان (أورلاندو برايد) ميغان رابينو (سياتل رين) مارتا (أورلاندو برايد)                                              |
|        |                                         |                                                                                                   |                                                                                           | |
| 2020   | كريستيان إندلر (باريس سان جيرمان)       | ميللي برايت (تشيلسي) لوسي برونز (ليون/مانشستر سيتي) ويندي رينار (ليون)                            | باربرا بونانسي (يوفنتوس) فيرونيكا بوكيتي (يوتا رويالز/ميلان) دلفين كسكارينو (ليون)        | بيرنيل هاردا (فولفسبورغ/تشيلسي) توبين هيث (بورتلاند ثورنز/مانشستر يونايتد) فيفيان ميديما (أرسنال) ميغان رابينو (سياتل رين) |
|        |                                         |                                                                                                   |                                                                                           | |
| 2021   | كريستيان إندلر (باريس سان جيرمان/ليون)  | لوسي برونز (مانشستر سيتي) ميللي برايت (تشيلسي) ماغدالينا أريكسون (تشيلسي) ويندي رينار (ليون)      | إستيفانيا بانيني (ليفانتي/أتلتيكو مدريد) باربارا بونانسيا (يوفنتوس) كارلي لويد (سكاي بلو) | مارتا (أورلاندو برايد) فيفيان ميديما (أرسنال) أليكس مورغان (توتنهام هوتسبير/أورلاندو برايد/سان دييغو ويف)                  |

## جوائز منوعة

### جائزة بوشكاش
| العام | #      | اللاعب                | الفريق             | الخصم                |
| ----- | ------ | --------------------- | ------------------ | -------------------- |
| 2016  | الأول  | موهد فايز سوبري       | بينانق             | سري باهانج           |
| 2016  | الثاني | مارلون                | كورينثيانز         | كوبريسال             |
| 2016  | الثالث | دانيوسكا رودريغيز     | فنزويلا تحت 17 سنة | كولومبيا تحت 17 سنة  |
|       |        |                       |                    |                      |
| 2017  | الأول  | أوليفيه جيرو          | أرسنال             | كريستال بالاس        |
| 2017  | الثاني | أوسكارين ماسولوك      | باروكا             | أورلاندو بيراتس      |
| 2017  | الثالث | دينا كاستيانوس        | فنزويلا            | الكاميرون تحت 17 سنة |
|       |        |                       |                    |                      |
| 2018  | الأول  | محمد صلاح             | ليفربول            | إيفرتون              |
| 2018  | الثاني | كريستيانو رونالدو     | ريال مدريد         | يوفنتوس              |
| 2018  | الثالث | جيورجيان دي أراسكايتا | كروزيرو            | أمريكا مينيرو        |
|       |        |                       |                    |                      |
| 2019  | الأول  | دانييل زسوري          | دبرتسني            | فيرينتسفاروشي        |
| 2019  | الثاني | ليونيل ميسي           | برشلونة            | ريال بيتيس           |
| 2019  | الثالث | خوان فرناندو كينتيرو  | ريفر بليت          | راسينغ               |
|       |        |                       |                    |                      |
| 2020  | الأول  | سون هيونغ مين         | توتنهام هوتسبير    | بيرنلي               |
| 2020  | الثاني | جيورجيان دي أراسكايتا | فلامنغو            | سيارا                |
| 2020  | الثالث | لويس سواريز           | برشلونة            | مايوركا              |
|       |        |                       |                    |                      |
| 2021  | الأول  | إريك لاميلا           | توتنهام هوتسبير    | أرسنال               |
| 2021  | الثاني | مهدي طارمي            | بورتو              | تشيلسي               |
| 2021  | الثالث | باتريك شيك            | جمهورية التشيك     | إسكتلندا             |

### جائزة اللعب النظيف
| العام | الفائز                       | السبب |
| ----- | ---------------------------- | --- |
| 2016  | أتلتيكو ناسيونال             | تنازل الفريق عن كأس كوبا سود أمريكانا 2016 لصالح نادي شابيكوينسي عقب كارثة رحلة خطوط لاميا الجوية 2933.                                                  |
| 2017  | فرنسيس كوني                  | انقذ حياة خصمه من خلال إسعافه على الملعب بعد التصدام. |
| 2018  | لينارت ثاي                   | غاب عن مباراة في الدوري الهولندي من أجل أن يتبرع بالخلايا الجذعية لمريض لوكيميا.                                                                         |
| 2019  | مارسيلو بيلسا ليدز يونايتد   | سمح مدرب نادي ليدز يونايتد للفريق المنافس (أستون فيلا) بتسجيل هدفاً في مرمى فريقه، بعدما سجل ليدز يونايتد هدفًا بينما كان أستون فيلا مصابًا على أرض الملعب. |
| 2020  | ماتيا أغنيسي                 | قدم الإسعافات الأولية الحاسمة لخصم فقد وعيه بعد تصادم في أرض الملعب.                                                                                     |
| 2021  | منتخب الدنمارك والطاقم الطبي | |

### جائزة المشجعين
| العام | الفائز                                                |
| ----- | ----------------------------------------------------- |
| 2016  | جمهور بوروسيا دورتموند وجمهور ليفربول                 |
| 2017  | جمهور سلتيك                                           |
| 2018  | جمهور بيرو                                            |
| 2019  | سيلفيا جريكو، مشجعة لنادي بالميراس                    |
| 2020  | ماريفالدو فرانسيسكو دا سيلفا، مشجع لنادي سبورت ريسيفه |
| 2021  | جماهير الدنمارك وفنلندا                               |
| 2022  | جمهور الأرجنتين                                       |

### جائزة الفيفا الخاصة للإنجاز الرياضي المميز
| العام | الفائز            | الملاحظات                                                               |
| ----- | ----------------- | ----------------------------------------------------------------------- |
| 2016  | فالكاو            | لمساهمته الرائعة في كرة الصالات                                         |
| 2021  | كرستين سينكلير    | لتحطيما الرقم القياسي لأكثر الأهداف الدولية التي سجلتها لاعبة كرة القدم |
| 2021  | كريستيانو رونالدو | لتحطيمه الرقم القياسي لأكثر الأهداف الدولية التي سجلها لاعب كرة قدم     |

## الجوائز حسب السنة
- جوائز الفيفا للأفضل كرويا 2016
- جوائز الفيفا للأفضل كرويا 2017
- جوائز الفيفا للأفضل كرويا 2018
- جوائز الفيفا للأفضل كرويا 2019
- جوائز الفيفا للأفضل كرويا 2020
- جوائز الفيفا للأفضل كرويا 2021
- جوائز الفيفا للأفضل كرويا 2022
- جوائز الفيفا للأفضل كرويا 2023
- جوائز الفيفا للأفضل كرويا 2024

## الجوائز حسب الاسم
- جائزة الفيفا لأفضل لاعب
- جائزة الفيفا لأفضل لاعبة
- جائزة الفيفا لأفضل حارس
- جائزة الفيفا لأفضل مدرب للرجال
- جائزة الفيفا لأفضل مدرب للسيدات
- جائزة الفيفا للعب النظيف
- جائزة بوشكاش

## الملاحظات
1. ↑  وقعت مارتينس مع برشلونة قادمة من نادي روسينجورد في منتصف عام 2017.
2. ↑  وقعت لويد مع قبل مانشستر سيتي قادمة من هيوستن داش في منتصف عام 2017.

## وصلات خارجية
- الصفحة الرسمية للجائزة على موقع الفيفا نسخة محفوظة 14 ديسمبر 2016 at Archive.is